# Leptó tau

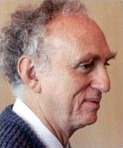
Martin L. Perl.

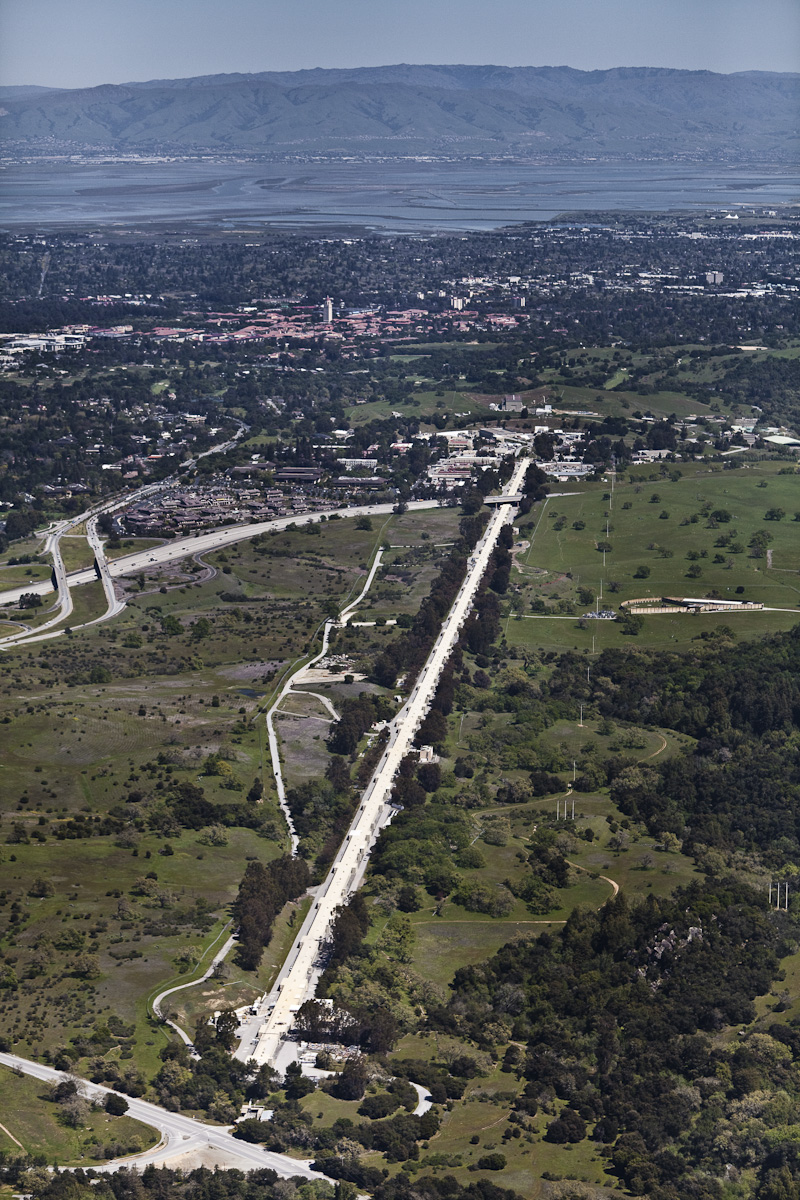
Accelerador lineal de la Universitat Stanford (SLAC).

El tauó, leptó {\displaystyle \tau } o partícula {\displaystyle \tau } és una partícula elemental amb càrrega negativa (–e), espín d'1/2 i massa igual a 1 777 MeV/c² o 3,168 × 10–27 kg. Té un nombre leptònic tauònic igual a +1 i els altres nombres leptònics i el nombre bariònic nuls. Com que és una partícula amb espín 1/2 forma part de la família de partícules elementals conegudes com a fermions. I perquè no és sensible a la interacció nuclear forta se'l classifica, dins dels fermions, com a leptó. Com que té massa és sensible a l'atracció gravitatòria, per tenir càrrega elèctrica ho és a la interacció electromagnètica i, també, és afectat per la interacció feble.

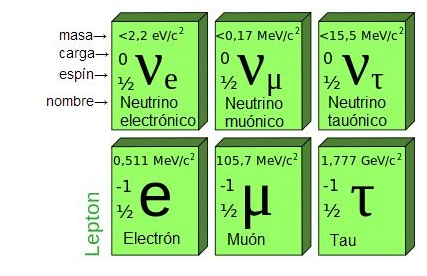
Les tres famílies de leptons i les seves propietats.

Tots els leptons tenen aparellat un neutrí, el neutrí del tauó s'anomena neutrí tauònic i se simbolitza per {\displaystyle \nu _{\tau }}. Juntament amb l'antitauó i l'antineutrí tauònic constitueixen la tercera família dels leptons (la primera és la de les partícules relacionades amb l'electró, i la segona les relacionades amb el muó).
El tauó és una partícula molt inestable, amb una vida mitjana de només 2,903 × 10–13 s, o 290 fs, i es desintegra per acció de la força feble en altres leptons i hadrons, majoritàriament pions (mesons {\displaystyle \pi }).
Com en el cas de la resta de partícules elementals, el leptó tau té la seva antipartícula amb igual massa i espín, però de càrrega oposada, que rep el nom d'antitauó. El tauó i l'antitauó se simbolitzen amb la lletra grega tau minúscula {\displaystyle \tau }; el tauó com a {\displaystyle \tau ^{-}}, perquè té càrrega elèctrica negativa (–e = –1,602 × 10–19 C) i l'antitauó com a {\displaystyle \tau ^{+}} perquè la té positiva (+e = +1,602 × 10–19 C).

## Història
El leptó tau fou detectat en experiments dirigits pel físic estatunidenc Martin Lewis Perl (1927-2014) en el Centre de l'Accelerador Lineal de Stanford (SLAC) i en el Laboratori Nacional de Lawrence Berkeley (LBL) entre 1974 i 1977. Es dugueren a terme una sèrie d'experiments on feien xocar electrons contra positrons accelerats fins a grans velocitats (energia de fins a 4 GeV) utilitzant l'anell d'acceleració de positrons-electrons de Stanford (SPEAR) de 80 m de diàmetre i el detector de partícules SLAC-LBL.
De l'anihilació en xocar una partícula de matèria, l'electró, amb una d'antimatèria, el positró, es generava una gran quantitat d'energia que es materialitzava en noves partícules. Però no fou fins al 1979 que queda confirmada l'existència del leptó tau. Les reaccions foren diverses en funció de la velocitat dels electrons {\displaystyle e^{-}} i positrons {\displaystyle e^{+}}, però sempre es produïa una parella tauó-antitauó. Per exemple:
{\displaystyle e^{-}+e^{+}\longrightarrow \tau ^{-}+\tau ^{+}}{\displaystyle e^{-}+e^{+}\longrightarrow \tau ^{-}+\tau ^{+}+e^{-}+e^{+}}
Perl l'anomenà en anglès tauon (tau + on) ‘tauó’ perquè era el tercer leptó en ser descobert, després de l'electró {\displaystyle e} i el muó {\displaystyle \mu }, i la primera lletra del mot grec τρίτος, trítos, ‘tercer’, és la lletra grega tau. La terminació -on (-ó en català) segueix el sistema que s'havia establert per anomenar partícules subatòmiques (electró, protó...). Aquest descobriment del tauó contribuí a fer que el Premi Nobel de Física de 1995 fou atorgat a Perl, que el compartí amb el físic estatunidenc Frederick Reines (1918-1998) que havia descobert el neutrí.

## Propietats

Propietats més importants del leptó tau.

Actualment, els leptons són considerats partícules elementals, és a dir, no presenten estructura interna, són partícules puntuals. El tauó és similar en la majoria de les propietats a l'electró i al muó, però molt més pesant ({\displaystyle m_{\tau }} = 1 776,82 MeV/c² = 3,167 54× 10–27 kg). La massa de l'electró és {\displaystyle m_{e}} = 0,511 MeV/c² i la del muó {\displaystyle m_{\mu }} = 105,7 MeV/c², per tant, el tauó és quasi 3 500 vegades més massiu que l'electró i quasi 17 més que el muó. Fins i tot, malgrat ser una partícula elemental, sense components interns, el tauó és quasi dues vegades més pesant que el protó i el neutró ({\displaystyle m_{p}} = 938,3 MeV/c² = 1,673 × 10–27 i {\displaystyle m_{n}} = 939,6 MeV/c²), que són hadrons i no partícules elementals, i que estan constituïts per tres quarks cadascun. Com el muó, el tauó és una partícula molt inestable, amb una vida mitjana de 2,903 × 10–13 s o 290 fs, molt més curta que la del muó (2,20 × 10–6 s o 2,20 μs). Per aquesta raó no ha estat observat directament, sinó que ha estat deduïda la seva existència a partir de les partícules que es generen en desintegrar-se.

## Desintegració

Estructura del pió amb la parella de quarks.

La desintegració del tauó pot donar lloc a diferents partícules. La desintegració més important, el 25,49 % de les vegades, produeix dos pions i un neutrí tauònic (el neutrí associat al tauó). És l'únic leptó, gràcies a la seva elevada massa, que pot desintegrar-se donant lloc a hadrons, especialment pions o mesons {\displaystyle \pi } i, per tant, també és l'únic leptó que pot desintegrar-se en quarks. El pió {\displaystyle \pi ^{-}} està constituït per la parella {\textstyle {\bar {u}}d} (antiquark up i quark down), el pió {\displaystyle \pi ^{0}} està format per la parella {\textstyle u{\bar {u}}} o per la parella {\textstyle d{\bar {d}}}:
{\displaystyle \tau ^{-}\longrightarrow \pi ^{-}+\pi ^{0}+\nu _{\tau }}

Diagrama de Feynman que recull les quatre desintegracions més importants del leptó tau.

Segueixen a aquesta dues desintegracions amb percentatges del 17,82 % i del 17,39 % que produeixen un electró {\displaystyle e^{-}}, un antineutrí electrònic {\displaystyle {\bar {\nu }}_{e}} i un neutrí tauònic {\displaystyle \nu _{\tau }} a la primera; i un muó {\displaystyle \mu ^{-}}, un antineutrí muònic {\displaystyle {\bar {\nu }}_{\mu }} i un neutrí tauònic {\displaystyle \nu _{\tau }}. Les reaccions són:
{\displaystyle \tau ^{-}\longrightarrow e^{-}+{\bar {\nu }}_{e}+\nu _{\tau },\quad \quad \tau ^{-}\longrightarrow \mu ^{-}+{\bar {\nu }}_{\mu }+\nu _{\tau }}
L'altra desintegració important, un 10,82 % de les vegades dona un pió, el {\displaystyle \pi ^{-}}, i un neutrí tauònic:
{\displaystyle \tau ^{-}\longrightarrow \pi ^{-}+\nu _{\tau }}

## Possibles aplicacions

### El tauoni
El tauoni, un hipotètic àtom exòtic compost per un tauó i la seva antipartícula, simbolitzat {\displaystyle \tau ^{+}\tau ^{-}}, tendria un radi de Bohr de només 30,4 femtòmetres (1 femtòmetre = 10–15 metres), aproximadament 1/1 741 del radi de Bohr d'un àtom d'hidrogen. Això implica que el tauoni pot provar els principis fonamentals de la mecànica quàntica i l'electrodinàmica quàntica a escales més petites, proporcionant una eina poderosa per explorar els misteris del món dels micromaterials. Segons càlculs teòrics, aquest estat lligat podria formar-se en xocar electrons amb positrons, ja que a partir d'un cert valor d'energia generen tauons i antitauons. Aquests leptons podrien agrupar-se per formar un àtom exòtic.

### La fusió freda d'hidrogen
El tauó presenta possibilitats interessants per a la tecnologia, atès que és plenament capaç d'ocupar la posició de l'electró dins l'àtom d'hidrogen. La massa en repòs del tauó, de 1 777 MeV, és gairebé el doble de la del protó (938 MeV). Consegüentment, l'orbital atòmic 1s ocupat pel tauó es troba confinat en les profunditats del protó, molt per sota de la superfície massiva, oscil·lant conjuntament amb els quarks {\displaystyle udu} —lliures de càrrega de color— gairebé en condicions d'igualtat.
El tauó aïllat és inestable i es desintegra molt ràpidament. Tanmateix, dins d'un protó, és plausible que les vies de desintegració siguin inhibides i que el tauó confinat resulti estabilitzat per l'entorn circumdant. Aquest sistema constitueix un nucleó novell amb càrrega elèctrica nul·la, ja que tots els fotons virtuals associats a la interacció electromagnètica es troben tan confinats com els mateixos gluons. Malgrat això, el sistema manté el caràcter químic d'un àtom d'hidrogen estàndard, presentant-ne la valència i reactivitat característiques. Dos àtoms d'hidrogen tauònic {\displaystyle H\tau } s'uniran químicament per formar una molècula d'hidrogen tauònic {\displaystyle H\tau _{2}}.
En aquesta molècula d'hidrogen tauònic {\displaystyle H\tau _{2}}, els dos nuclis (protons) es troben en contacte directe. Aquesta configuració de dos protons és inherentment inestable, atès que posseeix un excés d'energia nuclear en comparació amb l'estructura més estable del deuteró (format per un protó i un neutró) {\displaystyle ^{2}H}. Un quark {\displaystyle d} experimenta una desintegració β, alliberant un parell de fotons gamma energètics d'aproximadament 2 MeV, mentre que els dos protons s'han fusionat per esdevenir un únic deuteró a temperatura ambient.